# Sonata per violoncello
Una sonata per violoncello è una sonata in cui lo strumento solista è il violoncello.
Nella storia della musica si presentano generalmente con queste strumentazioni:
- violoncello e basso continuo: principalmente sonate barocche,
- violoncello e pianoforte: principalmente nella musica romantica e negli stili successivi, le prime sonate attestate di questo tipo furono quelle di Ludwig van Beethoven
- violoncello solo.

La prima apparizione del violoncello nella musica stampata è una sonata del bolognese Giulio Cesare Arresti stampata a Venezia; ben prima dei concerti per violoncello, le sonate costituiscono e formano il repertorio di questo strumento, come quelle di Domenico Gabrielli o di Francesco Geminiani. Nel XVIII secolo la forma e la struttura del violoncello si stabilizzò e differenziò definitivamente dal basso di viola da braccio. In questo contesto furono scritte importanti sonate barocche, come quelle di Antonio Vivaldi, Benedetto Marcello e Luigi Boccherini. Analogamente al concerto per violoncello, fino alla fine del XVIII secolo era consuetudine che il violoncello suonasse parti di accompagnamento e le parti più melodiche nello stesso registro venivano affidate a strumenti della famiglia della viola da gamba, pertanto era più scarso il repertorio delle sonate per violoncello nel XVII-XVIII secolo rispetto a quello degli altri Strumenti ad arco della famiglia delle viole, in particolare nell'area tedesca dell'Europa. Lo sviluppo e il pieno riconoscimento che invece ebbe lo strumento in età romantica portò invece alla scrittura di molto più numerosi concerti e sonate, tra le quali le più famose sonate per violoncello romantiche sono considerate universalmente quelle di Johannes Brahms, Felix Mendelssohn, Fryderyk Chopin, Richard Strauss e Ludwig van Beethoven, che scrisse la prima sonata per violoncello e pianoforte, suonata alla sua prima esecuzione da lui e da Jean-Louis Duport.

## Principali sonate per violoncello e basso continuo
- Domenico Gabrielli

Tre sonate per violoncello e tiorba o cembalo (1687)
Ricercari, canone e sonate per violoncello (1689)
- Francesco Geminiani

6 sonate per violoncello, op.5 (1746)
- Antonio Vivaldi

9 sonate per violoncello RV 39-47
Sonata in re minore RV 38 per violoncello (perduta)
- Benedetto Marcello

6 sonate per violoncello e basso continuo Op. 1
6 sonate per 2 violoncelli o 2 viole da gamba e violoncello o basso continuo (1734 ca., Amsterdam)
- Luigi Boccherini (vedi Catalogo Gérard)

Sonate per violoncello G 1-19
Sonate per violoncello G 561-569
Sonate per violoncello G 579-580
- Giovanni Battista Pergolesi

Sinfonia per violoncello e basso continuo in fa maggiore
- Giovanni Benedetto Platti

Sonata per oboe, violoncello e basso continuo in sol minore
Sonata per violoncello e basso continuo in re minore
Sonata per violoncello e basso continuo in sol minore
- Nicola Porpora

6 sonate per 2 violini, 2 violoncelli e basso continuo (1745, Londra)
Sonata in fa maggiore per violoncello e basso continuo
- Johann Sebald Triemer (v. 1700-1762)

6 sonate per violoncello e continuo
- Georg Friedrich Händel

Sonata per violoncello n. 1 in sol minore
Sonata per violoncello n. 2 in re minore
Sonata per violoncello n. 3 in si bemolle maggiore
- Giovanni Battista Cirri

Tre sonate per violoncello e basso continuo
- Jean-Baptiste Bréval

6 sonate per violoncello e basso continuo, Op. 12

## Principali sonate romantiche e contemporanee
- Charles-Valentin Alkan

Sonate de Concert, Op. 47
- Samuel Barber

Sonata per violoncello Op. 6 in do minore (1932)
- Ludwig van Beethoven

Sonata per violoncello n. 1 Op. 5/1 in fa maggiore (1796)
Sonata per violoncello n. 2 Op. 5/2 in sol minore (1796)
Sonata per violoncello n. 3 Op. 69 in la maggiore (1808)
Sonata per violoncello n. 4 Op. 102/1 in do maggiore (1815)
Sonata per violoncello n. 5 Op. 102/2 in re maggiore (1815)
12 Variazioni di «Ein Mädchen oder Weibchen» op. 66
12 Variazioni di «Judas Maccabée» WoO 45
7 Variazioni di «Bei Männern, welche Liebe fühlen» WoO 46
- Easley Blackwood Jr.

Sonata per violoncello, Op. 31
- Johannes Brahms

Sonata per violoncello Op. 38 in mi minore (1862-65)
Sonata per violoncello Op. 99 in fa maggiore (1886)
- Frank Bridge

Sonata per violoncello in re minore, H 125 (1913-7)
- Benjamin Britten

Sonata per violoncello Op. 65 in do maggiore (1961)
- Elliot Carter

Sonata per violoncello (1948)
- Fryderyk Chopin

Sonata per violoncello Op. 65 in sol minore (1845-6)
- Francesco Cilea (1866-1950)

Sonata in re maggiore op. 38
- Claude Debussy

Sonata per violoncello in re minore (1915)
- Frederick Delius

Sonata per violoncello (1916)
- Felix Draeseke

Sonata per violoncello op. 51 in re maggiore (1890)
- Antonín Dvořák

Sonata per violoncello in fa maggiore (1865) - perduta la parte del pianoforte
- George Enescu

Sonata per violoncello in fa minore Op. 26 n. 1 (1898)
Sonata per violoncello in do maggiore Op. 26 n. 2 (1935)
- Gabriel Fauré

Sonata per violoncello Op. 109 in re minore (1917)
Sonata per violoncello Op. 117 in sol minore (1921)
- Peter Racine Fricker

Sonata per violoncello (1956)
- Edvard Grieg

Sonata per violoncello Op. 36 in la minore (1883)
- Paul Hindemith

Sonata per violoncello op. 11 n. 3 (1919)
Sonata per violoncello (1948)
- Arthur Honegger

Sonata per violoncello in re minore, H.32 (1920)
- Bertold Hummel

Sonata per violoncello in fa maggiore op. 2 (1950)
Sonata brevis op. 11a (1955)
- John Ireland

Sonata per violoncello (1923)
- Dmitri Kabalevsky

Sonata per violoncello Op. 71 in si bemolle maggiore (1962)
- Zoltán Kodály

Sonata per violoncello op. 4 (1907)
Sonatina per violoncello (1923)
- Édouard Lalo (1823-1892)

Allegro in mi bemolle maggiore, op. 16
Sonata in la minore
- Lowell Liebermann

Sonata per violoncello n. 1 Op. 3 (1978)
Sonata per violoncello n. 2 Op. 61 (1998)
Sonata per violoncello n. 3 Op. 90 (2005)
Sonata per violoncello n. 4 Op. 108 (2008)
- György Ligeti (1923-2006)

Sonata per violoncello solo (1948 - 53)
- Felix Mendelssohn

Sonata per violoncello Op. 45 in si bemolle maggiore (1838)
Sonata per violoncello Op. 58 in re maggiore (1842–3) ()
- Astor Piazzolla (1921-1992)

Le Grand Tango per violoncello e pianoforte
- Francis Poulenc

Sonata per violoncello Op. 143 (1948)
- Sergei Prokofiev (1891-1953)

Suite op. 21
Sonata per violoncello Op. 119 in do maggiore (1949)
Sonata in do sostenuto minore, op. 134
- Sergei Rachmaninov

Sonata per violoncello Op. 19 in sol minore (1901)
- Alan Rawsthorne

Sonata per violoncello (1949)
- Bernhard Romberg

Opus 38, Tre sonate per violoncello e Piano
n. 1, Sonata per violoncello in mi minore
n. 2,  Sonata per violoncello in sol maggiore
n. 3, Sonata per violoncello in si bemolle maggiore
Opus 43, 3 Sonate per violoncello
n. 1, Sonata per violoncello in si bemolle maggiore
n. 2,  Sonata per violoncello in do maggiore
n. 3, Sonata per violoncello in sol maggiore
- Camille Saint-Saëns

Sonata per violoncello n. 1, Op. 32
Sonata per violoncello n. 2, Op. 123
- Franz Schubert

Sonata per Arpeggione D.821 in la minore - spesso trascritta per violoncello
- Alfred Schnittke

Sonata per violoncello (1978)
- Dmitri Shostakovich

3 pezzi, op. 9
Sonata per violoncello Op. 40 in re minore (1934)
- Charles Villiers Stanford

Sonata per violoncello n. 1, in la maggiore, Op.9 (1878)
Sonata per violoncello n. 2, In re minore, Op.39 (1893)
- Richard Strauss

Sonata per violoncello e pianoforte in fa maggiore (1882)
- Kurt Weill

Sonata per violoncello e pianoforte (1920)

## Principali sonate per violoncello solo

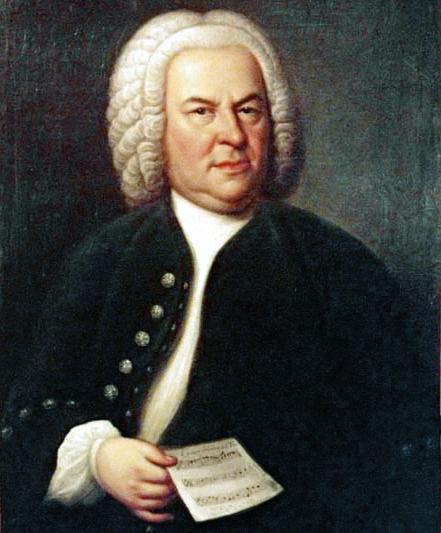
Johann Sebastian Bach

- Johann Sebastian Bach (1685-1750): Suite per violoncello solo:

Suite n. 1 in sol maggiore, BWV 1007
Suite n. 2 in re minore, BWV 1008
Suite n. 3 in do maggiore, BWV 1009
Suite n. 4 in mi bemolle maggiore, BWV 1010
Suite n. 5 in do minore, BWV 1011
Suite n. 6 in re maggiore, BWV 1012
- Benjamin Britten (1913-1976)

Suite n. 1, in sol maggiore, op. 72
Suite n. 2, in re maggiore, op. 80
Suite n. 3, in do minore, op. 87
- Luigi Dallapiccola (1904-1975)

Ciaccona, intermezzo e adagio per violoncello solo
- Paul Hindemith (1895-1963)

Sonata per violoncello n. 3, op. 25
- Zoltán Kodály (1882-1967)

Sonata per violoncello solo in do maggiore, op. 8
Capriccio
- Sergei Prokofiev (1891-1953)

Sonata per violoncello solo in Do diesis minore, Op. 134 (incompiuta)
- Max Reger (1873-1916)

3 Suite per violoncello, op. 131
- Iannis Xenakis (1922-2001)

Nomos Alpha per violoncello solo
- Sofia Gubaidulina (1931)

Dieci preludi per violoncello solo (1974)
- Aram Khachaturian (1903-1978)

Sonata-Fantasia